# 交響曲第1番 (吉松隆)
カムイチカプ交響曲（Kamui-Chikap Symphony）作品40は、吉松隆が民主音楽協会の委嘱で1988年から1990年にかけて作曲した最初の交響曲。のちに交響曲第1番とされた。表題となっている「カムイチカプ」とは、アイヌ語で「神の鳥」を意味し、シマフクロウを指す。初演は同年5月26日、尾高忠明指揮大阪フィルハーモニー交響楽団により行われた。演奏時間は約45分。

## 楽器編成
フルート4、オーボエ3、クラリネット3、ファゴット3、ホルン6、トランペット4、トロンボーン4、チューバ、ティンパニ、チェレスタ、ティンパニ、ピアノ、シンセサイザー、弦五部。

## 楽曲構成
- 第1楽章 Ground （Andante）
1972年から1976年に作曲した管弦楽曲と、森の神を表すものとして『タピオラ』のエコーが採り入れられている。
- 第2楽章 Water （Largo）
- 第3楽章 Fire （Allegro）
1981年に作曲したロック曲と破棄された曲が断片的に使用されている他、『春の祭典』のエコーも聞かれる。再利用された作品には、NHK毎日音楽コンクールで落選した『ドーリア崩壊』を1979年に交響楽振興財団作曲コンクールのために改訂した管弦楽曲『ドーリアン』も含まれている[1]。
- 第4楽章 Air （Adagio）
- 第5楽章 Rainbow （Moderato）